# Adoretus rondoni
Adoretus rondoni är en skalbaggsart som beskrevs av Frey 1970. Adoretus rondoni ingår i släktet Adoretus och familjen Rutelidae. Inga underarter finns listade i Catalogue of Life.